# Adenauerallee (Bonn)

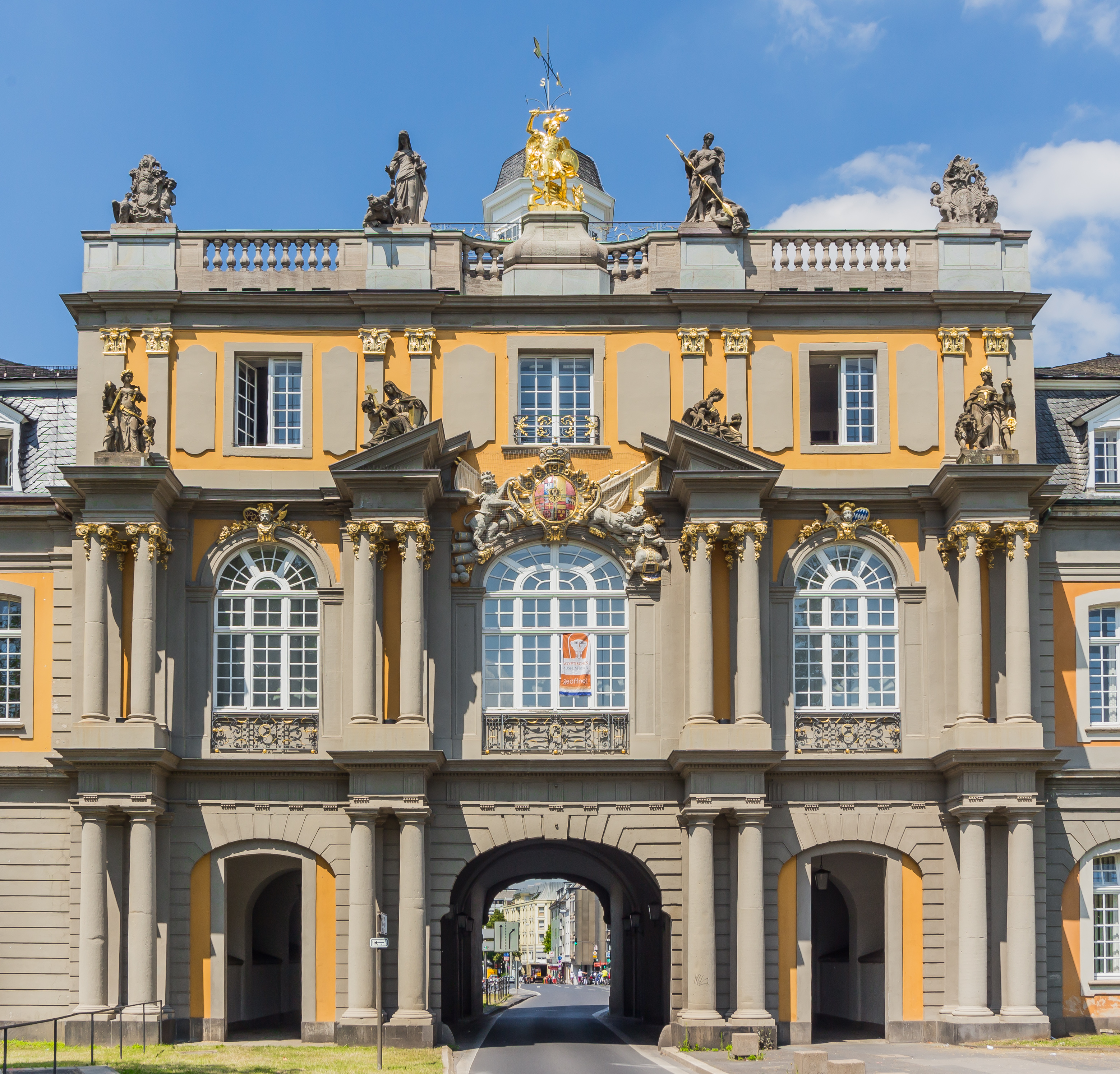
Das Koblenzer Tor, nördlichster Punkt der Adenauerallee

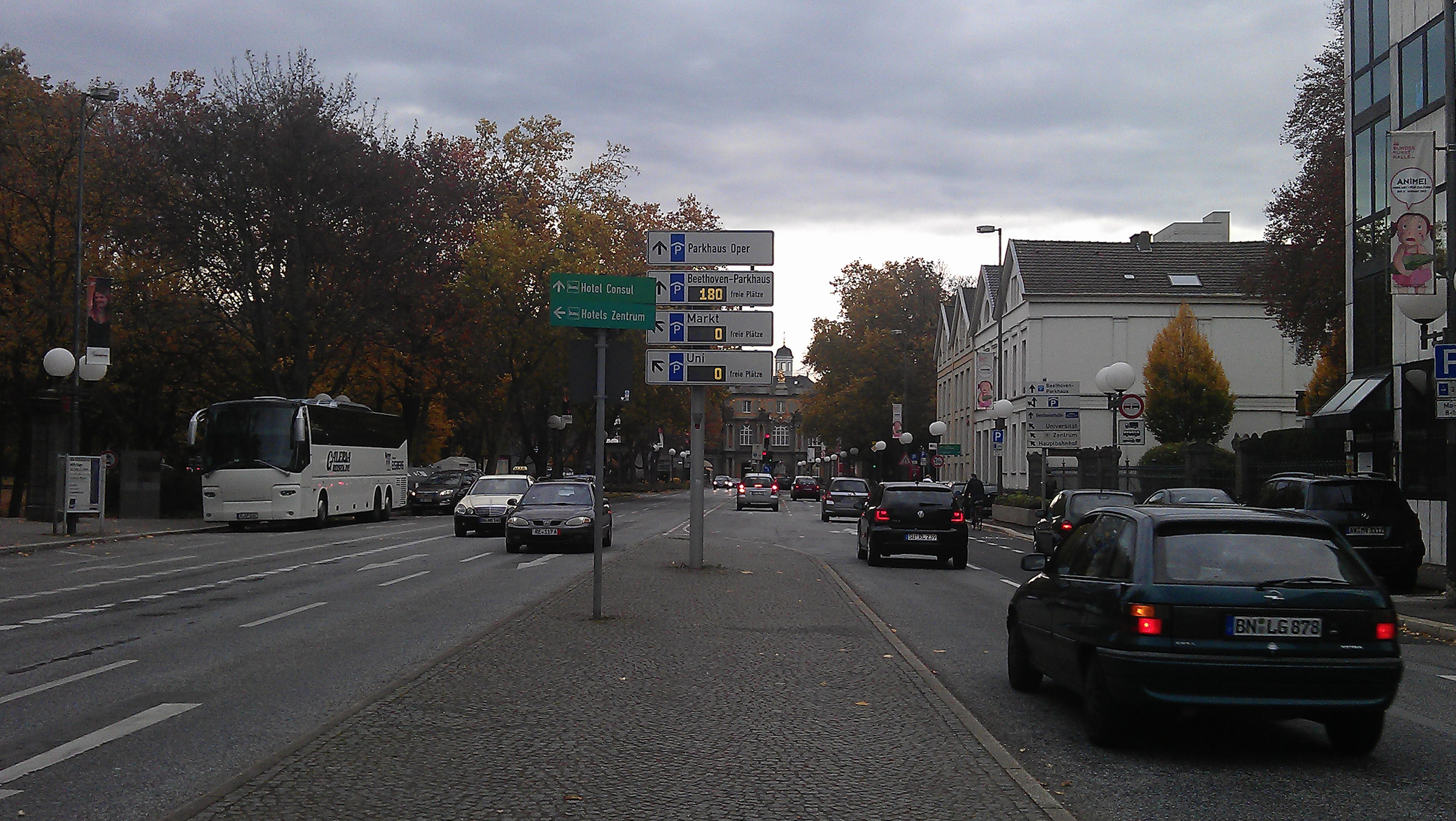
Adenauerallee in Bonn-Zentrum

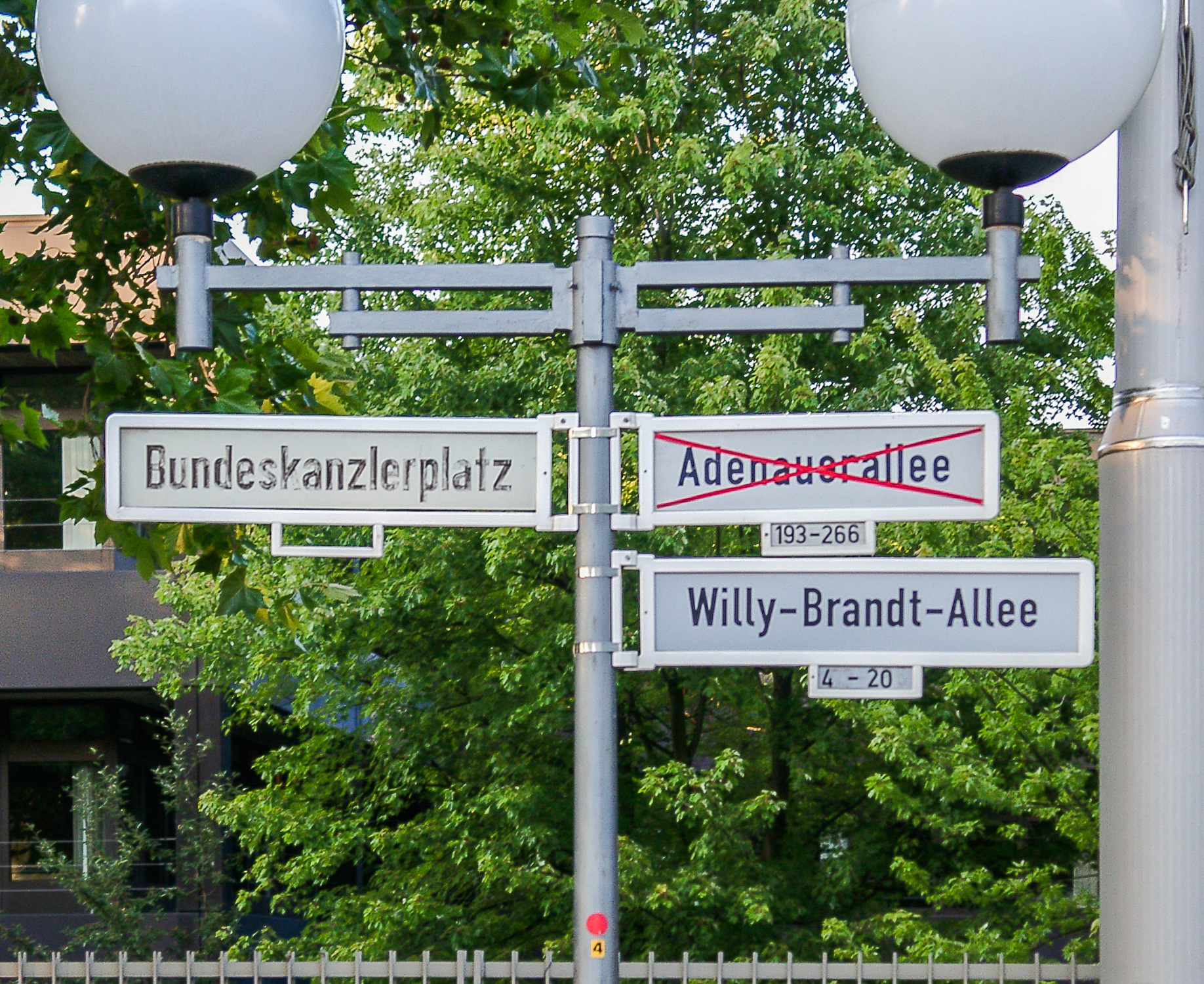
Umbenennung eines Teilstücks

Die Adenauerallee, benannt nach dem ersten deutschen Bundeskanzler Konrad Adenauer, ist eine Straße durch die Bonner Ortsteile Zentrum, Südstadt und Gronau. Sie ist geprägt von den politischen Institutionen, die in der Bonner Zeit als Parlaments- und Regierungssitz der Bundesrepublik Deutschland entstanden. 

## Lage und Verkehr
Die Adenauerallee verläuft in Rheinnähe von Nordost nach Südwest zwischen dem Koblenzer Tor des Kurfürstlichen Schlosses und dem Bundeskanzlerplatz. Sie ist Teil der Bundesstraße 9 und vierspurig ausgebaut. Unter der Allee verläuft die U-Bahn-Strecke zwischen dem Bonner Zentrum und Bad Godesberg.

## Geschichte
Bis 1967 hieß die Adenauerallee Koblenzer Straße und wurde dann nach Konrad Adenauer benannt. Bis 1999 gehörte auch das Teilstück zwischen Bundeskanzlerplatz und Kunstmuseum Bonn zur Adenauerallee, wurde dann aber in Willy-Brandt-Allee umbenannt.

## Gebäude
Die Adenauerallee war bis zum Umzug der Bundesregierung 1999 erster Sitz des Bundespräsidenten, des Bundeskanzlers und weiterer Ministerien und Behörden. So lagen bzw. liegen entlang der Straße der Bundesrechnungshof, die Bundeszentrale für politische Bildung, das Auswärtige Amt, die Villa Hammerschmidt, das Palais Schaumburg und das ehemalige Bundeskanzleramt (heute Sitz des Bundesministeriums für wirtschaftliche Zusammenarbeit und Entwicklung). Auch zahlreiche Organisationen und Verbände hatten und haben bis heute hier ihren Sitz. Außerdem liegt hier das Museum König, in dem 1949 auch der Parlamentarische Rat zusammenkam, weiterhin das wuchtige Collegium Albertinum und davor benachbart am Alten Zoll das Hotel Königshof, das im 19. Jahrhundert ein bevorzugter Treffpunkt und Wohnsitz adeliger Studenten war.
Zu den markanten Gebäuden gehört auch der Sitz der rechtswissenschaftlichen Fakultät, das Juridicum. Die Fassade des flachen Sichtbetonbaus ziert ein Mosaik des Op-Art-Künstlers Victor Vasarely. Gegenüber befindet sich mit dem Beethoven-Gymnasium das älteste Gymnasium Bonns sowie die alt-katholische Pfarrkirche Sankt Cyprian. An der Ecke zur Zweiten Fährgasse – zurückgesetzt am Rheinufer – steht das Haus des Schriftstellers und ersten Rektors der Universität Ernst Moritz Arndt.